# Via Tolosana
Voie de Toulouse - Chemin d'Arles (Via Arelatensis) - Chemin de Saint-Gilles (Via Aegidiana) - GR 653

Itinéraires du pèlerinage de Saint Jacques en France.

La via Tolosana (voie de Toulouse) est le nom latin d'un des quatre chemins en France du pèlerinage de Saint-Jacques-de-Compostelle. Tracé le plus au sud des quatre, il passe par Toulouse, d'où son nom ; cependant son point de rassemblement et de départ se situe à Arles, d'où son autre nom de via Arelatensis (chemin d'Arles). L'itinéraire passe aussi par Saint-Gilles, d'où également le nom de via Aegidiana (route de Saint-Gilles). 
La via Tolosana rejoint l’Espagne après avoir franchi les Pyrénées au col du Somport. Côté espagnol, le chemin continue sous le nom de Camino aragonés jusqu'à l'étape de Puente la Reina. La jonction se fait alors avec le Camino navarro, qui n'est autre que la continuité des trois autres chemins principaux partis de France : la via Turonensis, la via Lemovicensis et la via Podiensis. De là, le chemin se poursuit sous le nom de Camino francés jusqu'à Saint-Jacques-de-Compostelle en Galice.
Un itinéraire de la via Tolosana est balisé, par la Fédération française de la randonnée pédestre, en tant que sentier de grande randonnée, sous la référence GR 653.

## Historique et contexte des chemins de Compostelle

### Le Codex Calixtinius d'Aimery Picaud
D’après le Chapitre Premier du Guide du Pèlerin d’Aimery Picaud, quatre routes mènent à Saint-Jacques-de-Compostelle :
- la via Turonensis, au départ de Paris, en passant par Tours
- la via Lemovicensis, au départ de Vézelay, en passant par Limoges
- la via Podiensis, au départ du Puy-en-Velay, en passant par Cahors
- la via Tolosana, au départ d'Arles, en passant par Toulouse

Les trois premières voies se réunissent en amont d'Ostabat au carrefour de Gibraltar. Mais pour certains, la Via Turonensis et la Via Lemovicensis se rejoignent à Saint Palais, peu avant le Carrefour de Gibraltar à Ostabat, où elles sont rejointes enfin par la Via Podiensis, puis traversent les Pyrénées par le col de Roncevaux en prenant le nom de Camino navarro. Elles rencontrent à Puente la Reina, en territoire espagnol, la quatrième voie Française qui a franchi les Pyrénées plus à l'est par le col du Somport et parcouru le Camino Aragonés. De là, un itinéraire principal conduit à Saint-Jacques : le Camino francés. 
Les renseignements du Guide du Pèlerin sont bien sommaires ; à chacun de faire son chemin. De nos jours, le balisage permet une meilleure préparation du voyage.

### Description générale historique
Au départ d'Arles, la via Tolosana ou via Arelatensis, qu’Aimery Picaud dans le Guide du Pèlerin nomme via Aegidiana (la route de Saint-Gilles) accueillait les jacquets venus d'Italie, des Alpilles et de Provence, mais servait également, en sens inverse, aux romieux venus d'Espagne ou de France qui se rendaient à Rome en empruntant, du côté italien, la via Francigena.
Son nom est lié à celui de la capitale de la dynastie comtale des Saint-Gilles, qui joua, au XIIe siècle, un rôle majeur sur les terres de langue d'oc. 
Riches d'histoire et unies par une même langue, celle des troubadours, ces terres virent s'épanouir une des plus brillantes civilisations du Moyen Âge, comme en témoignent, à côté des vestiges de l'antiquité romaine, cités, monastères et églises romanes qui jalonnent le tracé de cette voie du sud, et les dominant, les châteaux et les fiefs témoins de la tragédie cathare.
Elle est précédée au nord-est par la Via Domitia – Chemin de Compostelle, qui va du col de Montgenèvre à Arles, en passant par Sisteron, Apt, appelée aussi la Via Francigena ainsi nommée par les Italiens puisqu'elle passe en France. À l'est, elle fait suite à la Via Aurelia en provenance de Menton et de l'Italie.
Il y avait aussi un chemin parallèle, le chemin du piémont pyrénéen ou « el cami deu pé de la coste » et qui passe par Saint-Bertrand-de-Comminges, pour rejoindre le col du Somport.
Tous ces chemins empruntaient le Camino aragones pour rejoindre le Camino francés à Puente la Reina.

## Guide du Pèlerin d'Aimery Picaud
Au XIIe siècle, dans son Guide du Pèlerin, Aimery Picaud apporte les informations suivantes :

### Chapitre premier
Les Chemins de Saint-Jacques
« Il y a quatre routes qui, menant à Saint-Jacques, se réunissent en une seule à Puente la Reina, l’une passe par Saint-Gilles (du Gard), Montpellier, Toulouse, et le Somport, (...) » 

### Chapitre IV
Corps saints qui reposent sur la route de Saint-Jacques et que les Pèlerins doivent visiter.
Tout d’abord ceux qui vont à Saint-Jacques par la route de Saint-Gilles, doivent rendre visite à Arles, le corps du bienheureux Trophime, confesseur, sa fête se célèbre le 29 décembre, (...), le corps du bienheureux Césaire, évêque et martyr, sa fête se célèbre le 1er novembre,  (...) et dans le cimetière de la même ville les reliques de l’évêque saint Honorat, son office solennel se célèbre le 16 janvier, le corps du très saint martyr Genès.
Il faut aussi rendre visite avec des égards très attentifs au corps vénérable de saint Gilles, pieux confesseur et abbé, (...) (à Saint-Gilles-du-Gard).
Ils doivent rendre visite au corps du bienheureux confesseur Guillaume, le très saint porte-enseigne (...) du roi Charlemagne, (...), dans la vallée de Gellone (à Saint-Guilhem-le-Désert). Sa fête se célèbre le 28 mai.
Sur la même route, il faut rendre visite aux corps des bienheureux martyrs Tibère, Modeste et Florence, (...) (à Saint-Thibéry) ; on les fête le 10 novembre.
Il faut aussi, sur la même route, aller vénérer le très saint corps du bien heureux Sernin, évêque et martyr (...) de la ville de Toulouse ; (…) ; sa fête se célèbre le 29 novembre.

### Conclusion
Il n'existe pas de « chemin historique » à proprement parler. Rien n’atteste dans certains cas le passage des pèlerins. Si ce n’est que la présence d’un corps saint, souvent lié à un pèlerinage local, comme celui de saint Lizier ou Saint-Bertrand-de-Comminges. Tous les deux sur « el cami deu pé de la coste »,
Peu d’Hôpitaux Saint Jacques, contrairement à la Via Podiensis, encore moins de Confrérie datant de la grande période du Pèlerinage, XIe – XIIIe siècle. Par contre quelques rares témoignages datant des XVIe – XVIIe siècles, mais à cheval.

## Le chemin contemporain

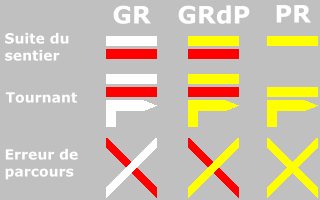
Balisage des sentiers de grande et petite randonnée.

Un des itinéraires possibles du chemin moderne est balisé selon les règles édictées par la Fédération française de la randonnée pédestre (FFRP) pour les sentiers de grande randonnée, c'est-à-dire principalement par deux traits de peinture rouge et blanche. 

La coquille stylisée, symbole des chemins de Compostelle.

La spécificité culturelle de cet itinéraire se matérialise par des points d'information et des éléments de repérage complémentaires ou alternatifs faisant clairement référence aux chemins de Compostelle, telle la coquille stylisée. 
Dans les villes, un balisage adapté est parfois constitué de motifs fixés au sol, comme dans l’Écusson de Montpellier où des clous sont ornés d'une coquille, assortie de la mention jacquaire « Camin Roumieu »,.

### Itinéraire principal

#### Bouches-du-Rhône
- Arles, l’église Saint-Trophime, le cloître Saint-Trophime, l’église Notre dame de la Major, le couvent des Cordeliers, le théâtre antique, l'amphithéâtre, sans oublier les Alyscamps, chers à Aimery Picaud.

#### Gard
- Saint-Gilles-du-Gard avec son abbaye
- Vauvert
- Gallargues-le-Montueux

#### Hérault
- Lunel
- Castries
- Vendargues

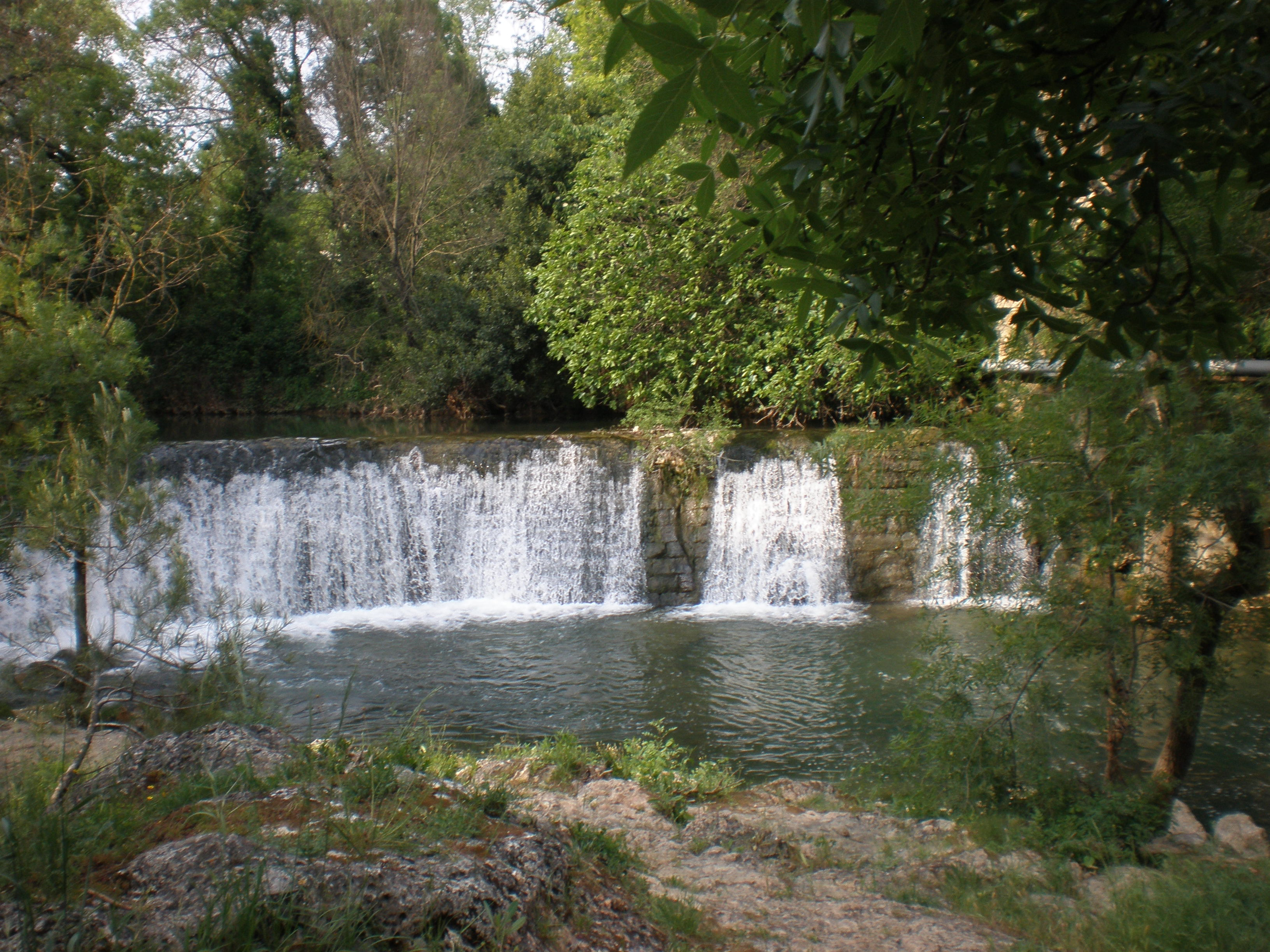
Site de la source de l'Avy, chutes d'eau sur le fleuve Mosson.

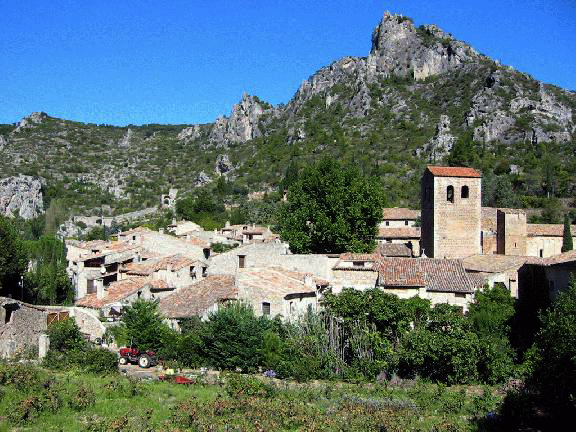
Saint-Guilhem-le-Désert.

- Montpellier, la cathédrale Saint-Pierre, L'Écusson
- Grabels
- Montarnaud
- Aniane, son abbaye, et le Pont du Diable
- Saint-Guilhem-le-Désert, son abbaye
- Montpeyroux
- Saint-Jean-de-la-Blaquière
- Usclas-du-Bosc, ses 52 stèles funéraires discoïdales, du XIIe siècle
- Saint-Privat, le prieuré de Grandmont
- Soumont
- Lodève, la cathédrale Saint-Fulcran
- Joncels, son abbaye
- Lunas, son château-fort
- Le Bousquet-d'Orb, l'église de Saint Martin
- Saint-Gervais-sur-Mare
- Bédarieux, l'église Saint Alexandre, l’église Saint Louis
- Le Poujol-sur-Orb
- Olargues ; autre Pont du Diable

#### Tarn
- Murat-sur-Vèbre
- Fraisse-sur-Agout (Hérault)
- La Salvetat-sur-Agout (Hérault)
- Anglès
- Brassac

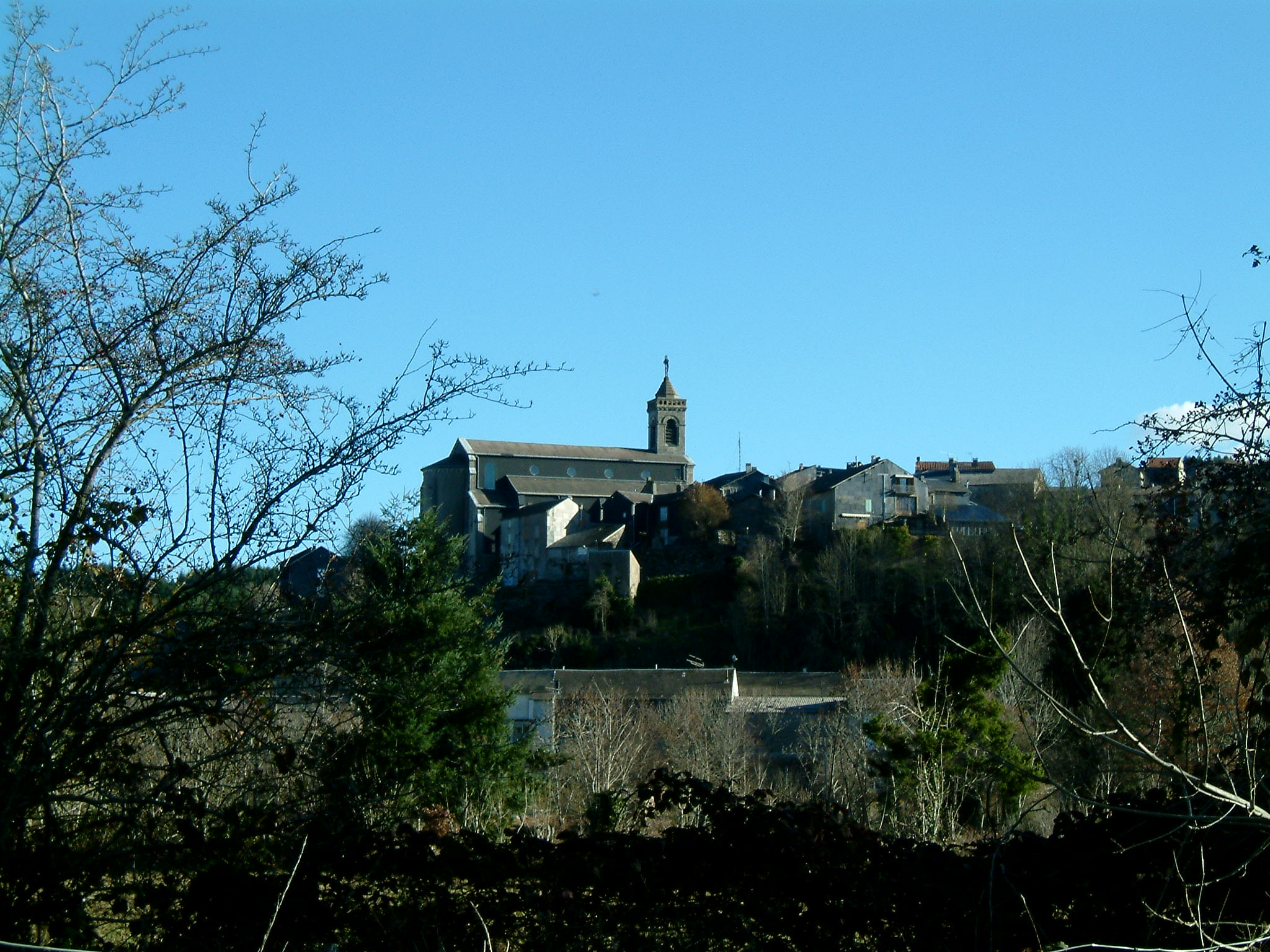
La Salvetat-sur-Agout.

- Burlats, l’ancienne collégiale Saint-Pierre
- Castres, et ses maisons sur l’Agout
- Soual
- Dourgne, et ses abbayes
- Sorèze, l’ancien hôpital Saint-Jacques

#### Haute-Garonne
- Revel, ses halles
- Montmaur (Aude)

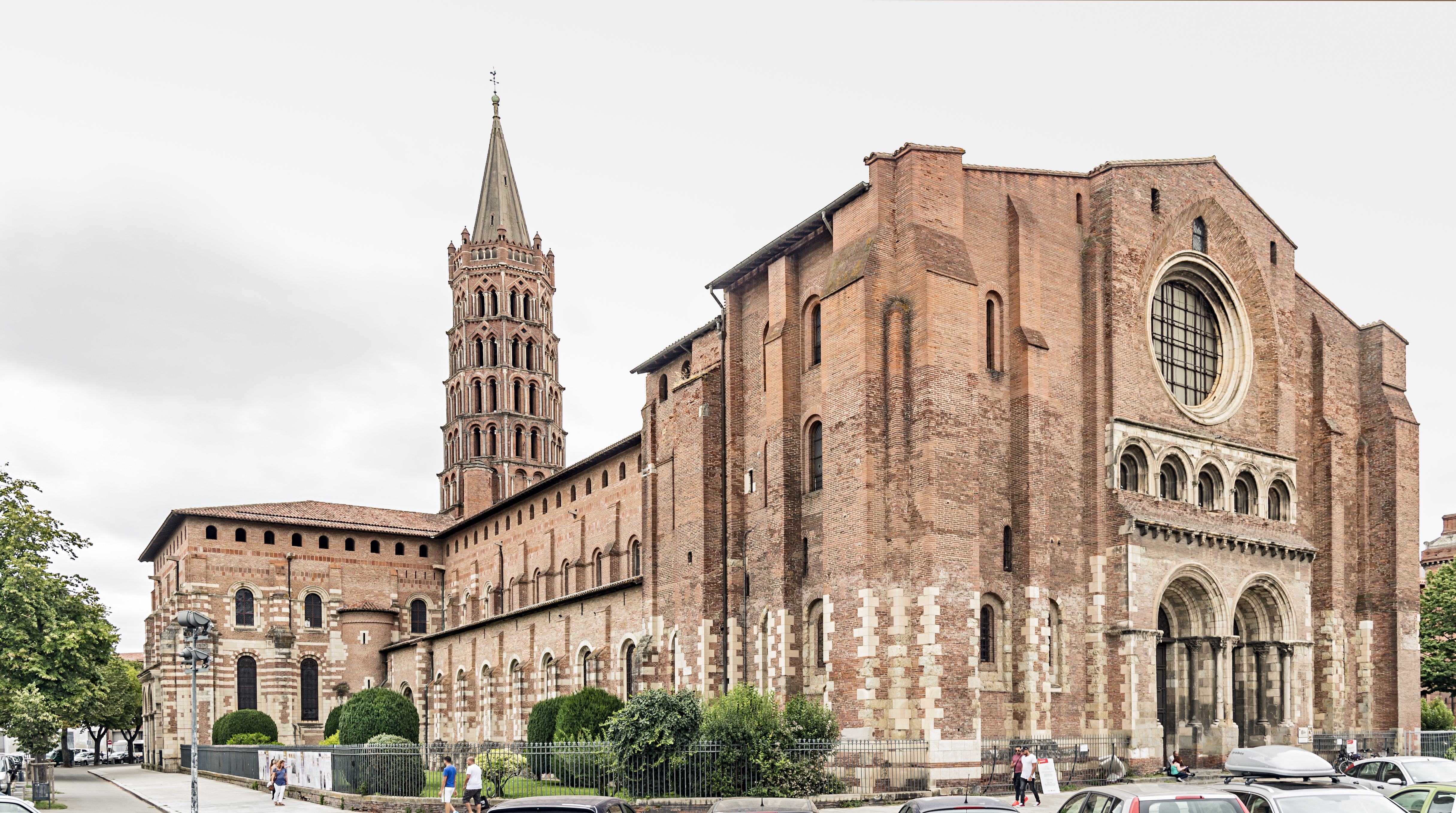
Toulouse, basilique Saint Sernin.

- Saint-Félix-Lauragais, l’église Saint-Félix
- Les Cassés (Aude), ses stèles
- Seuil-de-Naurouze
- Montferrand (Aude)
- Villefranche-de-Lauragais, bastide du XIIe siècle
- Baziège, l’église Saint-Étienne
- Escalquens
- Labège
- Toulouse, la basilique Saint-Sernin, la cathédrale Saint-Étienne, l’église Notre-Dame du Taur, la basilique de la Daurade, l'église des Jacobins et son cloître, le Couvent des Augustins, l’Église Saint-Pierre des Cuisines, l'église Saint-Aubin, l'église Saint-Nicolas, l'église Notre-Dame de la Dalbade, la place du Capitole, la salle des Illustres, et l’hôpital de La Grave.
- Colomiers
- Pibrac, l'église Sainte-Marie-Madeleine, la basilique et la maison Sainte-Germaine
- Forêt de Bouconne

#### Gers

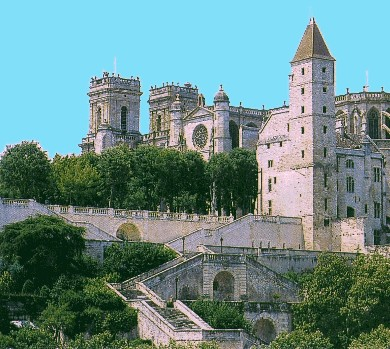
Auch et sa cathédrale.

- L'Isle-Jourdain, l'ancien Hospice Saint-Jacques
- Gimont, l'abbaye de Planselve, l'église Notre-Dame de Gimont
- Aubiet
- l'Isle-Arné
- Auch, la cathédrale Sainte-Marie
- Barran, l'église Saint-Jean-Baptiste
- L'Isle-de-Noé
- Montesquiou, l'hôpital Saint-Blaise
- Bassoues
- Marciac

#### Hautes-Pyrénées
- Maubourguet (liaison avec le sentier de l'Adour)
- Larreule

#### Pyrénées-Atlantiques
- Anoye
- Morlaàs, l'église Sainte-Foy
- Lescar
- Lacommande, l'église Saint Blaise

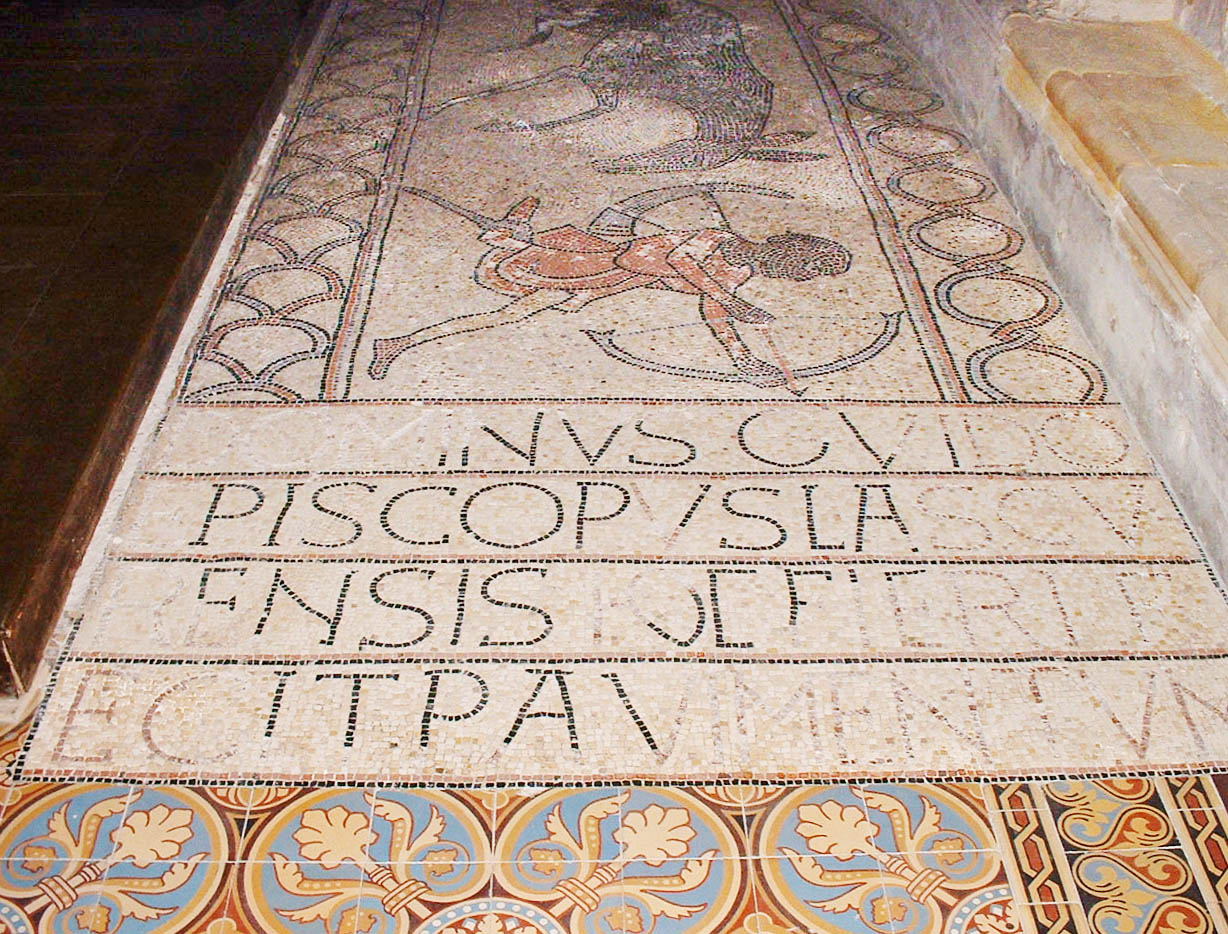
Lescar, mosaïques de la cathédrale.

- Oloron-Sainte-Marie, la cathédrale Sainte-Marie, l'église Sainte-Croix ; branche vers la jonction des 3 autres chemins français à Ostabat, via L'Hôpital-Saint-Blaise
- Lurbe-Saint-Christau
- Escot
- Sarrance, Notre-Dame de Sarrance
- Accous
- Lescun
- Le col du Somport

### Variante par Carcassonne

#### Hérault
- Pézenas, l’hôtel consulaire, la maison des chevaliers de Saint-Jean de Jérusalem
- Saint-Thibéry
- Béziers, la cathédrale Saint-Nazaire, l’église Saint-Jacques, l’église de la Madeleine et le canal du Midi

#### Aude

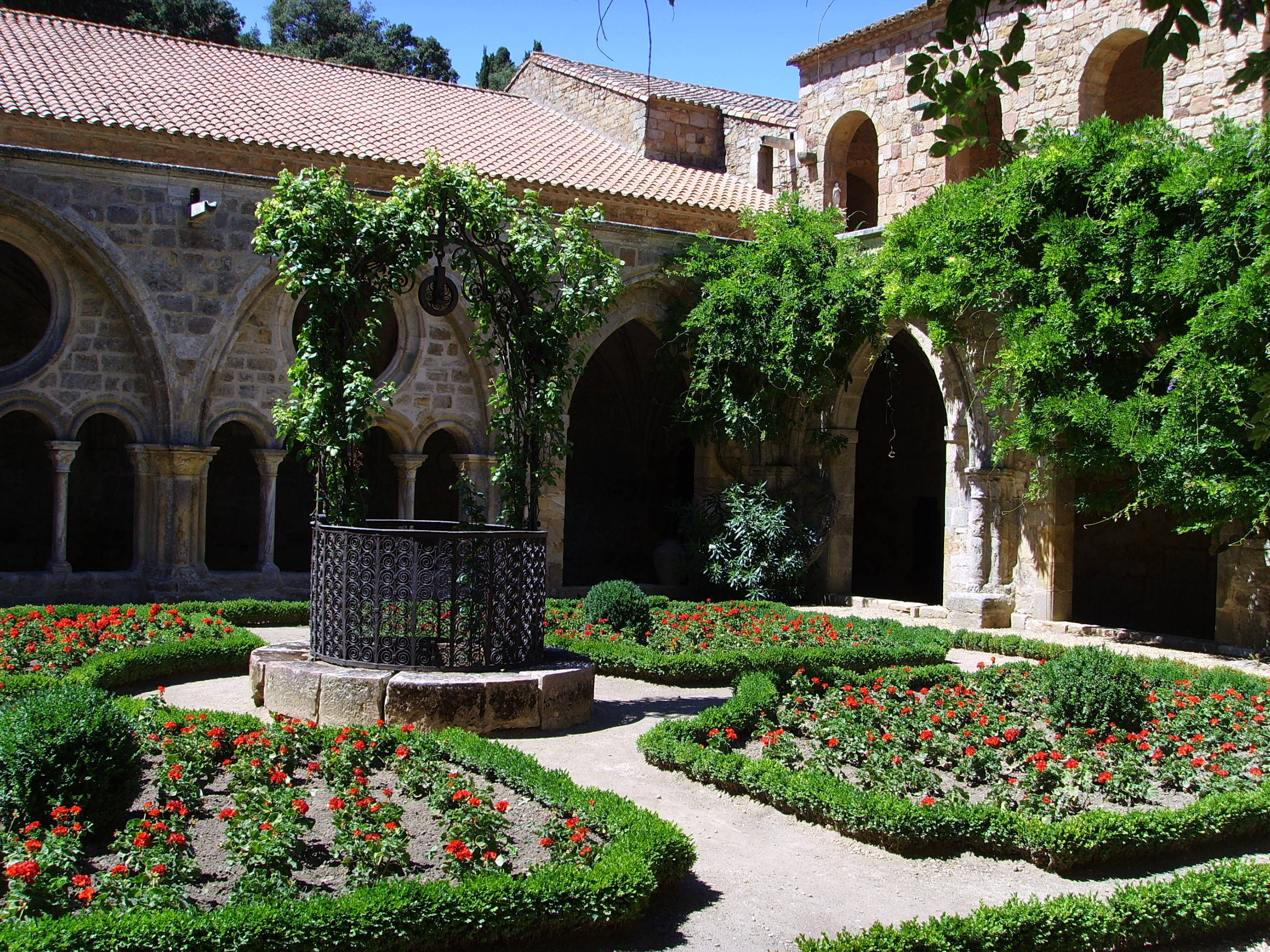
Cloître et fontaine de l'abbaye de Fontfroide.

- Narbonne, la cathédrale Saint-Just, l'ancien palais des archevêques et la basilique Saint-Paul-Serge
- L'Abbaye Sainte-Marie de Fontfroide
- Lézignan-Corbières
- Trèbes
- Carcassonne, l’église Saint-Nazaire et ses fortifications
- Pezens, la chapelle Sainte-Madeleine
- Villesèquelande, sa maison presbytérale du XIIe siècle
- Sainte-Eulalie
- Bram
- Saint-Papoul, l’ancienne abbaye bénédictine
- Castelnaudary, la collégiale Saint-Michel
- Montferrand et le site d’Elusiodonum

#### Haute-Garonne
- Avignonet-Lauragais

## Tracés de la Via Tolosana

### Tracé de l'itinéraire principal
Le tracé de l'itinéraire principal de la via Tolosana,,, peut se décomposer en huit grands tronçons, jalonnés par des points étapes importants :
1. Arles - Montpellier[Carto 5]
2. Montpellier - Lodève[Carto 6]
3. Lodève - Castres[Carto 7]
4. Castres - Toulouse[Carto 8]
5. Toulouse - Auch[Carto 9]
6. Auch - Maubourguet[Carto 10]
7. Maubourguet - Oloron-Sainte-Marie[Carto 11]
8. Oloron-Sainte-Marie - Col du Somport[Carto 12]

### Tracé de la variante sud par Carcassonne
Cette variante au départ de Montpellier emprunte la première partie de la future voie des Piémonts jusqu'à Carcassonne. Elle s'en sépare ensuite, en obliquant au Nord-Ouest, pour retrouver l'itinéraire principal à Montferrand,.